# Sekundärprozess
Mit Sekundärprozess sind in der psychoanalytischen Literatur alle Vorgänge zu bezeichnen, die eine Beziehung zwischen Vorbewusstem und Bewusstsein herstellen und so an den Anforderungen der Realität orientiert sind. Entsprechend dem Realitätsprinzip soll auf diese Weise eine adäquate Auseinandersetzung mit der Umwelt ermöglicht werden. Während das Realitätsprinzip eine rein gedankliche und idealtypische Konstruktion darstellt, die im Einzelfall beträchtliche Unterschiede aufweisen kann, handelt es sich bei dem Sekundärprozess um jeweils konkrete empirische Beobachtungen (Protokollaussagen). Solche konkrete Feststellungen sind z. B. durch die empirische Beobachtung der kindlichen Entwicklungsstufen möglich. Während Sekundärprozesse reifere Entwicklungsstadien voraussetzen, sind Primärprozesse eher in den frühen und unreiferen kindlichen Entwicklungsstadien anzutreffen. - Die Begriffe Lustprinzip und Realitätsprinzip beschreiben eher die subjektive Seite des Wirkungsprinzips, demgegenüber versuchen die Begriffe Primärprozess und Sekundärprozess eher eine objektive Beschreibung der Gesetzmäßigkeiten darzustellen. Freud hat diese Phänomene zuerst als Sekundärvorgänge beschrieben. Auch wenn die Begriffe Primärprozess und Sekundärprozess gegensätzlich sind, so ergänzen sie sich doch bei den meisten seelischen Vorgängen. Sie sind daher als komplementär zu verstehen. Sie sind als psychische Modelle Ausdruck und Ergebnis der ersten topischen Theorie Freuds, der darin zwischen den Systemen Bw (Bewusstsein) und Vbw (Das Vorbewusste) einerseits und dem System Ubw (Das Unbewusste) andererseits unterschied. Sekundärprozesse sind im System Bw und Vbw wirksam, Primärprozesse im System Ubw.